# 卒業-GRADUATION-
「卒業-GRADUATION-」（そつぎょう グラデュエーション）は、菊池桃子が1985年2月27日にリリースした4枚目のシングルである。

## 解説
- 菊池桃子自身、シングルでは初めてのスロー・バラード曲。また自身主演で同名のドラマも制作された。
- 同曲でオリコンチャート初の首位を獲得。また40万枚近いセールスを記録し、菊池自身最大のヒット曲となった。

## 収録曲
1. 卒業-GRADUATION-
  - 作詞：秋元康　作曲・編曲：林哲司
2. 夕暮れのEXIT
  - 作詞：秋元康　作曲・編曲：林哲司

## カバー
- 茉奈 佳奈（2008年、シングル「泣いて笑って」C/W）
- 水瀬伊織（釘宮理恵）（2014年、一番くじプレミアム THE IDOLM@STER PART3 F賞景品『ミュージックディスクコレクション』収録）
- 犬塚ヒカリ（2025年、配信シングル）

## ドラマ
- 1985年3月6日に『水曜ロードショー』枠内で、同作品をモチーフに製作された、同名のドラマが放送され、菊池が主演した。
  - 出演 : 	菊池桃子、岸田智史、河原崎長一郎、小倉一郎、有森也実など。
  - 監督 : 木下亮
  - 脚本 : 鹿水晶子